# Barypeithes
Barypeithes — род жесткокрылых семейства долгоносиков.

## Описание
Жуки мелких размеров, в длину достигающих 2,5-4,5 мм. Тело продолговатое, без чешуек, всегда с более или менее развитыми волосками. Окраска жуков у большинства видов бурая или коричневая. Рукоять усиков длинная, заходит за передний край переднеспинки.

## Экология
В основном жуки живут в лесной подстилке.

## Виды
Некоторые виды рода:
- Barypeithes albinae Formánek, 1903
- Barypeithes araneiformis (Schrank, 1781)
- Barypeithes armiger (K. & J. Daniel, 1898)
- Barypeithes austriacus (Fremuth, 1979)
- Barypeithes bosnicus (Apfelbeck, 1899)
- Barypeithes bulgaricus Angelov, 1992
- Barypeithes carpathicus (Reitter, 1885)
- Barypeithes chevrolati (Boheman, 1843)
- Barypeithes companyoi (Boheman, 1843)
- Barypeithes curvimanus Jacquelin du Val, 1854
- Barypeithes formaneki Fremuth, 1971
- Barypeithes globus (Seidlitz, 1868)
- Barypeithes gracilipes (Panzer, 1798)
- Barypeithes graecus (Stierlin, 1888)
- Barypeithes hispanus (Formánek, 1908)
- Barypeithes indigens (Boheman, 1834)
- Barypeithes interpositus Roubal, 1920
- Barypeithes lebedevi (Roubal, 1926)
- Barypeithes liptoviensis Weise, 1894
- Barypeithes maritimus (Formánek, 1904)
- Barypeithes metallicus (Stierlin, 1884)
- Barypeithes mollicomus (Ahrens, 1812)
- Barypeithes montanus (Chevrolat, 1863)
- Barypeithes noesskei (Apfelbeck, 1911)
- Barypeithes osmanlis (Apfelbeck, 1903)
- Barypeithes paganettii (Solari, 1948)
- Barypeithes paratenex Fremuth, 1981
- Barypeithes pellucidus (Boheman, 1843)
- Barypeithes purkynei Fremuth, 1965
- Barypeithes pyrenaeus (Seidlitz, 1868)
- Barypeithes scheuerni Dieckmann, 1987
- Barypeithes styriacus (Seidlitz, 1868)
- Barypeithes sulcifrons (Boheman, 1843)
- Barypeithes tenex (Boheman, 1843)
- Barypeithes trichopterus (Gautier, 1863)
- Barypeithes vallestris Hampe, 1870
- Barypeithes virguncula (Seidlitz, 1868)